# Дифенбах, Карл Вильгельм
Карл Вильге́льм Дифенба́х (нем. Karl Wilhelm Diefenbach; 21 февраля 1851, Хадамар — 15 декабря 1913, Капри) — немецкий художник, представитель символизма и стиля модерн. Известен был также как общественный деятель, основатель коммунального поселения Химмельхоф в Обер-Санкт-Фейте.

## Биография
Карл Дифенбах родился в семье художника, учителя рисования в гимназии, Леонарда Дифенбаха. Изучал живопись в мюнхенской Академии художеств, первоначально находился под творческим влиянием Арнольда Бёклина и Франца фон Штук. Картины, созданные Карлом Дифенбахом, стали пользоваться известностью ещё в годы его молодости.
Переболев в тяжёлой форме тифом, художник стал инвалидом — его правая рука осталась искалеченной. Так как Карл Дифенбах считал, что только возвращение к естественному, близкому к природе образу жизни и натуральным продуктам способно его вылечить, он подпадает под влияние известных в Германии популяризаторов этой теории Арнольда Рикли и Эдуарда Бальцера. В 1881 году Дифенбах также порывает с официальной церковью. Облачённый в рясу и сандалии, он проповедовал в Мюнхене своё учение.
Основные идеи Карла Дифенбаха были следующие: жить в соответствии с законами природы, отказ от моногамии, вегетарианство, отказ от любой религии, больше движения на свежем воздухе и почитание обнажённого тела. Всё это вызывало насмешки современников, называвших Дифенбаха «апостолом Кольраби». После того, как его взяла под наблюдение полиция, художник покидает Мюнхен и обосновывается в заброшенной каменоломне. Помощником ему становится молодой художник Гуго Хёппенер («Фидус»). Совместной их работой является большой фриз «Через тернии к звёздам» (Per aspera ad astra). В 1892 году Дифенбах выставляет свои работы в Вене. Эта экспозиция имела ошеломляющий успех и сделала его имя известным, однако вследствие мошенничества руководства австрийского художественного общества Дифенбах потерял все свои картины. После этой катастрофы художник уехал в Египет, где изучал древнеегипетские храмы. В 1897 году он вернулся в Вену, чтобы вернуть свои полотна, планировал издавать там журнал Humanitas и организовал новую большую выставку. Художник нашёл поддержку среди интеллектуальной элиты австрийской столицы, в том числе у пацифистки Берты фон Зутнер и публициста Михаэля Конрада. Дифенбах обосновался в поселении Химмельхоф близ Вены, где также поселились около 20 его учеников. В их числе были художники Франтишек Купка, Константинос Партенис и Густав Грезер, а также защитник прав животных Магнус Швантье.
В своём «учении» Карл Дифенбах был явно непоследователен. В колонии Химмельхоф себе он делал многочисленные поблажки, жил одновременно с двумя «жёнами» и в то же время от учеников требовал скромности и полного подчинения. Он лично контролировал переписку каждого из них. После года существования коммуна разорилась, и Дифенбах отправился на остров Капри, где приобрёл статус крупного художника, в то время как на родине его творчество было предано забвению. Скончался на Капри вследствие заворота кишок.

## Галерея

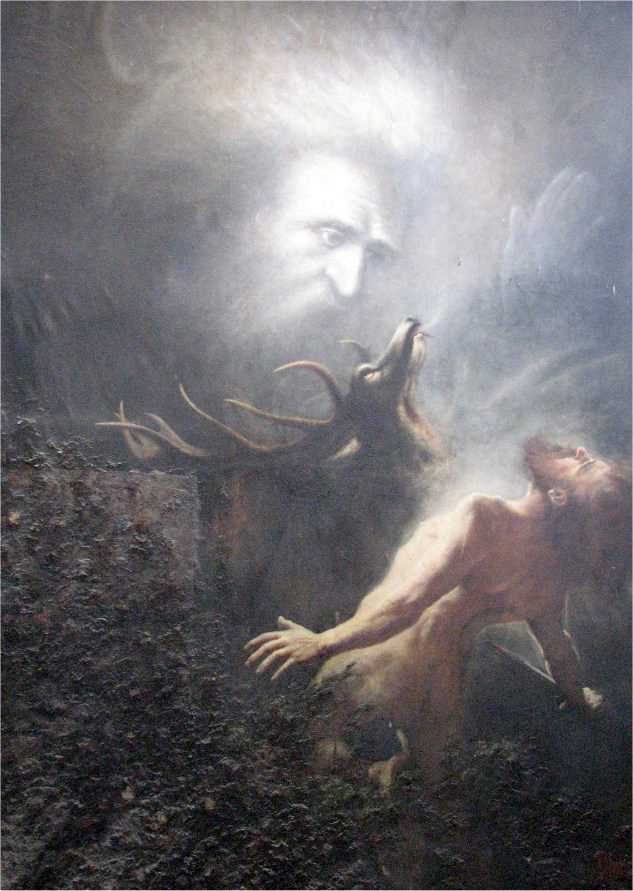
Не убий! (1903)
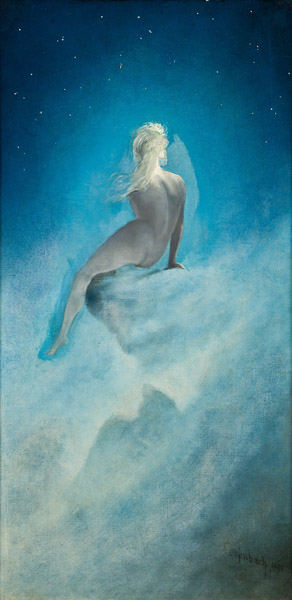
Вопрос к звёздам (1898)
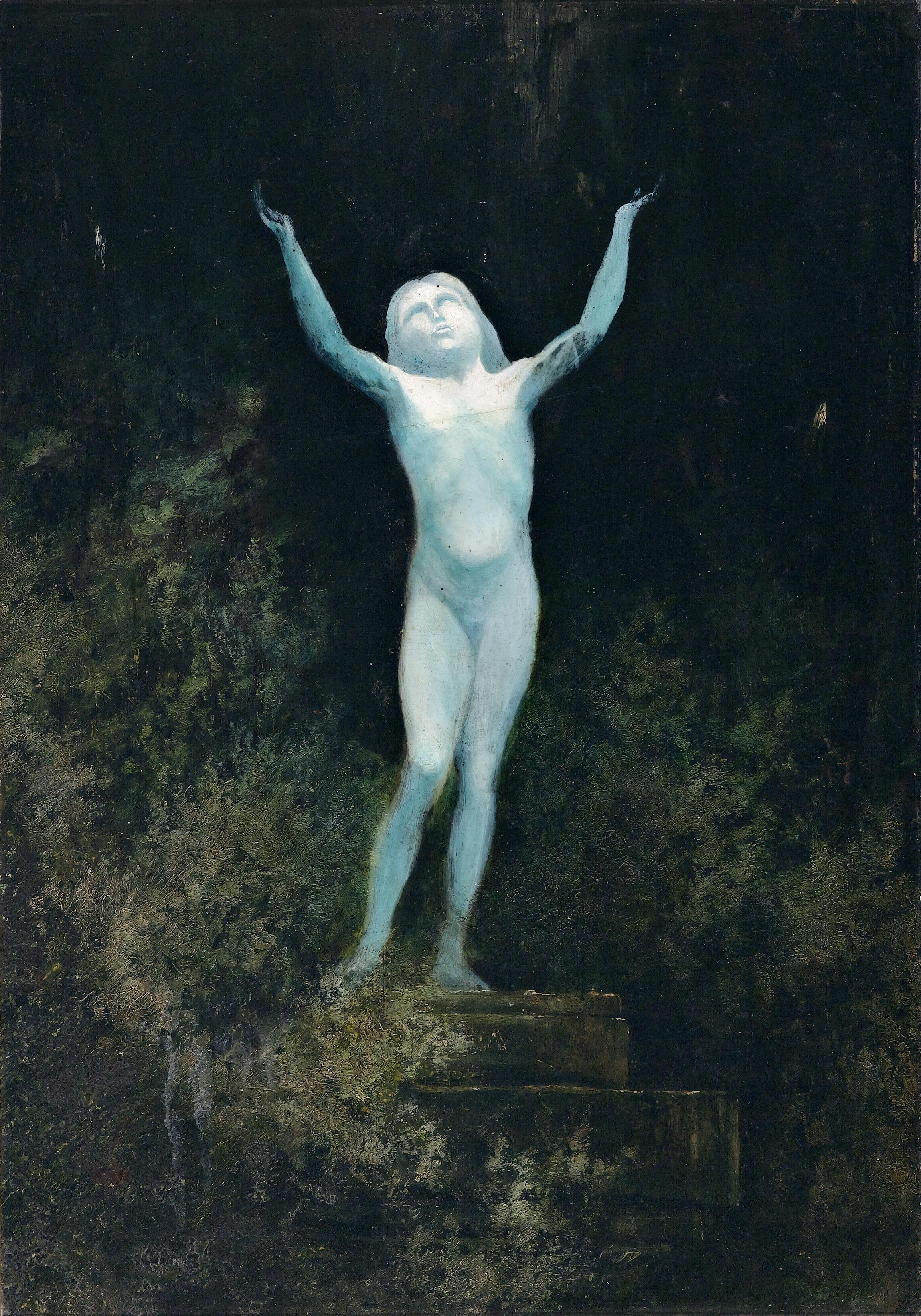
Видение (ок. 1890)
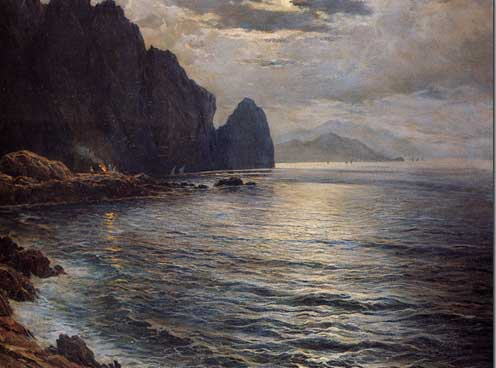
Иль-Трамонто
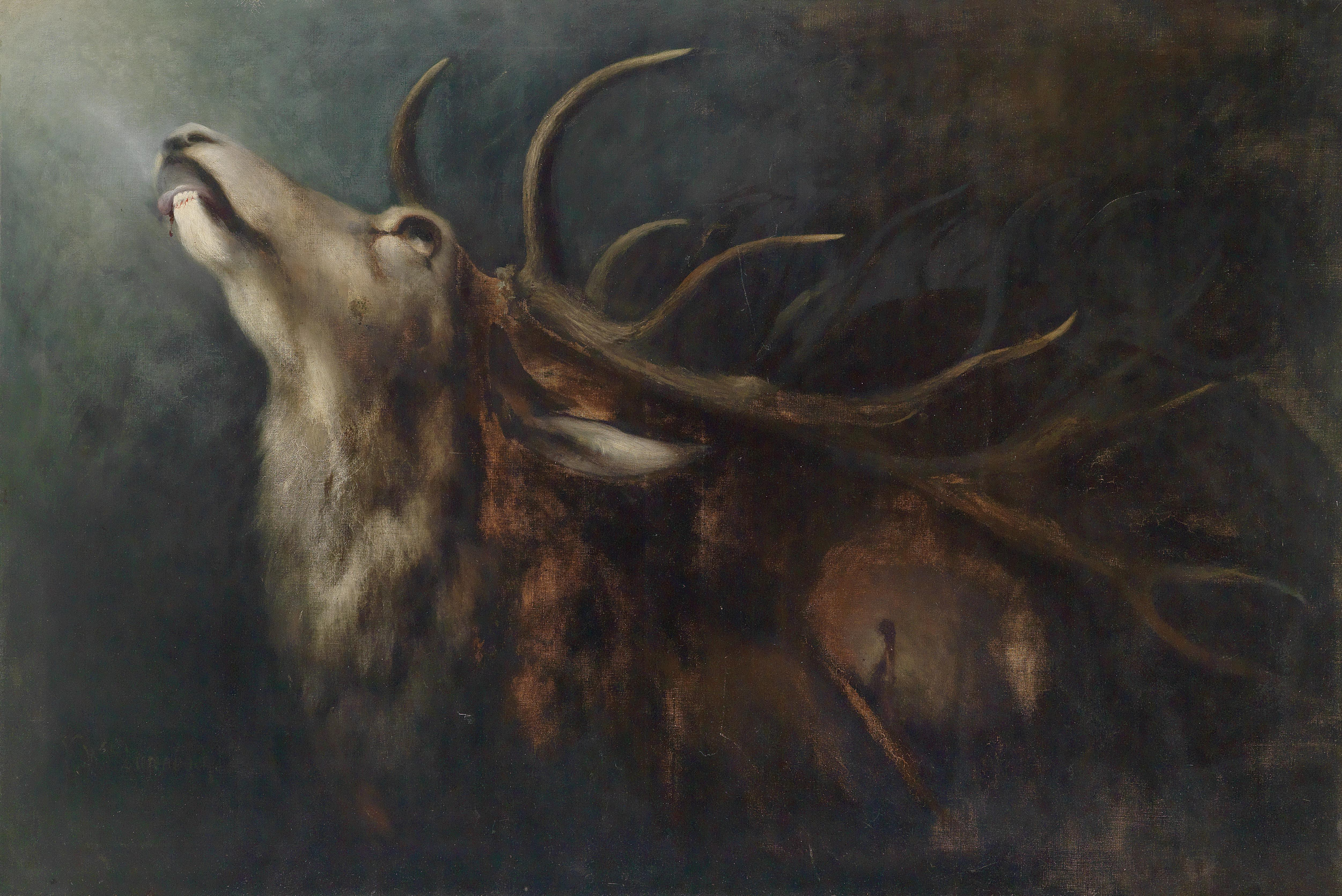
Умирающий олень (1913)